# 李培齡
李培齡（1477年—？），字仁卿，金吾右衛軍籍，明朝政治人物。

## 生平
弘治十一年（1498年）戊午科順天府鄉試第五十三名舉人。弘治十八年（1505年）中式乙丑科會試第七十九名，三甲第八十九名進士。嘉靖元年（1522年）官河南信阳州知州。升怀庆府同知。

## 家族
曾祖李英；祖父李真；父李琪，母杜氏（封孺人）。重庆下。